# Курпеній-Сілвашулуй
Курпеній-Сілвашулуй (рум. Curpenii Silvașului) — село у повіті Хунедоара в Румунії. Входить до складу комуни Топліца.
Село розташоване на відстані 290 км на північний захід від Бухареста, 25 км на південь від Деви, 138 км на південний захід від Клуж-Напоки, 124 км на схід від Тімішоари.